# Sinclair Hill
Pour les articles homonymes, voir Hill.
Sinclair Hill est un réalisateur, scénariste, producteur et acteur britannique né le 10 juin 1894 à Londres (Royaume-Uni), décédé le 13 mars 1945 à Londres (Royaume-Uni).

## Filmographie

### comme réalisateur
- 1920 : The Tidal Wave
- 1921 : The Place of Honour
- 1921 : The Mystery of Mr. Bernard Brown
- 1922 : The Truants
- 1922 : Open Country
- 1922 : The Nonentity
- 1922 : Lady Revanche of Grosvenor Square
- 1922 : Half a Truth
- 1922 : Expiation
- 1922 : The Experiment
- 1923 : One Arabian Night
- 1923 : The Indian Love Lyrics
- 1924 : White Slippers
- 1924 : Port of Lost Souls
- 1924 : Holloway's Treasure
- 1924 : The Drum
- 1924 : The Conspirators
- 1924 : The Acid Test
- 1925 : The Squire of Long Hadley
- 1925 : The Secret Kingdom
- 1925 : The Qualified Adventurer
- 1925 : The Presumption of Stanley Hay, MP
- 1925 : The Honourable Member for the Outside Left
- 1926 : Sahara Love
- 1926 : The Chinese Bungalow
- 1927 : A Woman Redeemed
- 1927 : The King's Highway
- 1927 : Boadicée
- 1928 : The Price of Divorce
- 1928 : The Guns of Loos
- 1929 : Peace and Quiet
- 1929 : Dark Red Roses
- 1929 : The Unwritten Law
- 1930 : Such Is the Law
- 1930 : Greek Street
- 1931 : Other People's Sins
- 1931 : The Great Gay Road
- 1931 : A Gentleman of Paris (en)
- 1932 : The First Mrs. Fraser
- 1933 : The Man from Toronto
- 1933 : Britannia of Billingsgate
- 1934 : My Old Dutch
- 1935 : Hyde Park Corner
- 1936 : The Cardinal (en)
- 1936 : The Gay Adventure
- 1937 : Take a Chance
- 1937 : Command Performance
- 1937 : Midnight Menace
- 1938 : Follow Your Star

### comme scénariste
- 1920 : The Tidal Wave
- 1920 : The Tavern Knight
- 1920 : A Question of Trust
- 1920 : The Hundredth Chance
- 1920 : At the Villa Rose
- 1922 : Open Country
- 1922 : The Nonentity
- 1923 : One Arabian Night
- 1923 : The Indian Love Lyrics
- 1923 : Don Quixote
- 1924 : White Slippers
- 1924 : The Prehistoric Man
- 1924 : Holloway's Treasure
- 1924 : The Drum
- 1924 : The Conspirators
- 1924 : The Acid Test
- 1925 : The Squire of Long Hadley
- 1925 : The Qualified Adventurer
- 1928 : The Guns of Loos
- 1937 : Command Performance
- 1938 : Follow Your Star

### comme producteur
- 1931 : Other People's Sins
- 1931 : The Great Gay Road

### comme acteur
- 1920 : The Amateur Gentleman : Jerningham